# Emmett Chapman
Emmett Chapman (28. září 1936 Santa Barbara, Kalifornie, USA – 1. listopadu 2021) byl americký jazzový kytarista a hráč na Chapman Stick, který též vynalezl. Jeho matka byla zpěvačka. Své první sólové album Parallel Galaxy vydal v roce 1985. Kromě toho hrál na albech Smiles Ahead (1976) od Michała Urbaniaka, Transfusion (1978) od Lese DeMerlea a Neo Geo (1987) od Rjúičiho Sakamota.